# Hisakichi Toyoda
Hisakichi Toyoda (豊田久吉?, Toyoda Hisakichi; Yamaguchi, 2 gennaio 1912 – 7 ottobre 1976) è stato un nuotatore giapponese.

## Carriera
Specializzato nello stile libero ha vinto la medaglia d'oro nella staffetta 4x200 m sl ai Giochi olimpici di Los Angeles 1932.
È stato primatista mondiale della staffetta 4x200 m sl.

## Palmarès
- Olimpiadi
  - Los Angeles 1932: oro nella staffetta 4x200 m sl.